# Fleeceware
Fleeceware (englisch to fleece ‚ausnehmen, abzocken‘) ist ein Begriff für mobile Anwendungen, die nicht im Sinne des Benutzers agieren, sondern ihn schädigen. Speziell können sie – ähnlich einer Abofalle – mit versteckten, überhöhten Abonnementgebühren verbunden sein. Diese Anwendungen nutzen auch Benutzer aus, die nicht wissen, wie sie ein Abonnement kündigen können, um sie noch lange nach dem Löschen der Anwendung finanziell zu belasten. Sie ähneln insoweit Freemium-Modellen, bei denen die Software einfache Leistungen etwa im Umfeld von Gesundheitsanwendungen gratis und gehobene Leistungen nach Bezahlung erbringt, dabei aber die Kosten verschleiert und das Abbestellen erschwert.
Solche Anwendungen müssen nicht Malware (Schadprogramme) im eigentlichen Sinne sein (die also unerwünschte und gegebenenfalls schädliche Funktionen für das Gerät oder die dort installierte Software und Daten ausführen).
Der Begriff wurde 2019 von Mitarbeitern eines britischen Cybersecurity-Unternehmens geprägt. 2022 sollen mehr als 100 Millionen Benutzer Opfer solcher Angebote geworden sein. Seit Anfang 2023 werden im Zuge des KI-Hypes ChatGPT-Klone angeboten, die solche Fleeceware sind, da sie für die Bereitstellung der eigentlich kostenfreien ChatGPT-Grundfunktionen Abonnementzahlungen verlangen. Speziell für iOS sind solche Apps verfügbar, auch nachdem Ende Mai 2023 die offizielle App erschien.